# Miloš Šiljegović
Miloš Šiljegović, bosansko-hercegovski general, * 29. december 1909, † 18. november 1952.

## Življenjepis
Šiljegović, po poklicu učitelj, je leta 1940 postal član KPJ in se naslednje leto pridružil NOVJ. Med vojno je bil na različnih poveljniških položajih več enot; nazadnje je bil poveljnik 10. divizije.
Po vojni je bil na različnih štabnih položajih.